# Omezená množina
Pojem omezená množina lze definovat pro množiny reálných čísel nebo obecněji pro metrické prostory. Na reálných číslech, které jsou zároveň metrickým prostorem, jsou obě definice ekvivalentní.

## Definice pro reálná čísla
Množinu {\displaystyle A\subseteq \mathbb {R} } označíme jako omezenou (ohraničenou) shora, existuje-li takové číslo {\displaystyle a}, že pro všechna {\displaystyle x\in A} platí {\displaystyle x<a}.

Existuje-li takové číslo {\displaystyle a}, že pro všechna {\displaystyle x\in A} platí {\displaystyle x>a}, pak množinu {\displaystyle A} označíme jako omezenou (ohraničenou) zdola.
Množina {\displaystyle A}, která je současně omezená zdola i shora, je omezená (ohraničená).

## Definice v metrických prostorech
Je-li {\displaystyle (M,\rho )\,\!} metrický prostor, pak množinu {\displaystyle A\subseteq M\,\!} nazveme omezenou, pokud existuje {\displaystyle x\in M\,\!} a reálné číslo {\displaystyle r\in \mathbb {R} \,\!} takové, že pro každé {\displaystyle y\in A\,\!} je {\displaystyle \rho (x,y)<r\,\!}
Na rozdíl od pojmu uzavřená množina, který není absolutní (tentýž metrický prostor může být uzavřený v jednom svém nadprostoru a neuzavřený v jiném), omezenost je absolutní pojem.
Totálně omezený metrický prostor je vždy omezený, opačně to však neplatí.

## Omezená posloupnost
Posloupnost je omezená, pokud množina hodnot, kterých posloupnost nabývá, je omezená. Například posloupnost
{\displaystyle \left\{{{1} \over {n}}\right\}_{n}=1,\,{{1} \over {2}},\,{{1} \over {3}},\,{{1} \over {4}},\,{{1} \over {5}},\,\dots \,\!}
je omezená; příklad neomezné posloupnosti je {\displaystyle \{{\sqrt {n}}\}_{n}\,\!} nebo posloupnost
{\displaystyle \{n!\}_{n}=1,2,6,24,120,720\dots \,\!}